# Odd Grenland Ballklubb 2002
Questa voce raccoglie le informazioni riguardanti l'Odd Grenland Ballklubb nelle competizioni ufficiali della stagione 2002.

## Stagione
L'Odd Grenland chiuse la stagione al 6º posto, mentre l'avventura nella Coppa di Norvegia 2002 terminò con la sconfitta in finale contro il Vålerenga. I calciatori più utilizzati in stagione furono Espen Hoff, Erik Holtan e Jan Frode Nornes, ciascuno con 32 presenze (25 in campionato e 7 nella coppa nazionale). Il miglior marcatore fu Christian Flindt-Bjerg con 11 reti (5 in campionato, 6 nella coppa nazionale).

## Maglie e sponsor
| Casa |

## Rosa
| N. |                        | Ruolo | Calciatore             |
| -- | ---------------------- | ----- | ---------------------- |
| 1  | Norvegia (bandiera)    | P     | Erik Holtan            |
| 2  | Norvegia (bandiera)    | D     | Lars Lien              |
| 3  | Norvegia (bandiera)    | D     | Anders Rambekk         |
| 4  | Norvegia (bandiera)    | D     | Ronny Deila            |
| 6  | Norvegia (bandiera)    | D     | Morten Fevang          |
| 7  | Danimarca (bandiera)   | C     | Christian Flindt-Bjerg |
| 8  | Norvegia (bandiera)    | C     | Bent Inge Johnsen      |
| 9  | Norvegia (bandiera)    | A     | Sveinung Fjeldstad     |
| 9  | Norvegia (bandiera)    | A     | Kim Larsen             |
| 10 | Italia (bandiera)      | A     | Michele Di Piedi       |
| 10 | Norvegia (bandiera)    | A     | Kristian Bye-Andersen  |
| 11 | Paesi Bassi (bandiera) | A     | Edwin van Ankeren      |
| 12 | Norvegia (bandiera)    | P     | Svein Roger Dahlen     |

| N. |                      | Ruolo | Calciatore              |
| -- | -------------------- | ----- | ----------------------- |
| 12 | Norvegia (bandiera)  | P     | Rune Almenning Jarstein |
| 13 | Norvegia (bandiera)  | D     | Jan Gunnar Solli        |
| 14 | Norvegia (bandiera)  | A     | Thomas Røed             |
| 15 | Norvegia (bandiera)  | D     | Alexander Aas           |
| 16 | Norvegia (bandiera)  | D     | Jan Tore Amundsen       |
| 17 | Norvegia (bandiera)  | D     | Jan Frode Nornes        |
| 18 | Finlandia (bandiera) | C     | Sami Mahlio             |
| 19 | Norvegia (bandiera)  | A     | Martin Wiig             |
| 20 | Norvegia (bandiera)  | A     | Tarjei Dale             |
| 21 | Norvegia (bandiera)  | A     | Armin Sistek            |
| 23 | Norvegia (bandiera)  | D     | Brede Bomhoff           |
| 25 | Norvegia (bandiera)  | C     | Espen Hoff              |
| 29 | Norvegia (bandiera)  | A     | Tor Gunnar Johnsen      |

## Calciomercato

### Sessione invernale(dal 01/01 al 31/03)
| Acquisti | Acquisti                | Acquisti  | Acquisti   |
| R.       | Nome                    | da        | Modalità   |
| -------- | ----------------------- | --------- | ---------- |
| P        | Rune Almenning Jarstein | Herkules  | definitivo |
| C        | Bent Inge Johnsen       | Rosenborg | definitivo |
| A        | Edwin van Ankeren       | Viterbese | definitivo |

| Cessioni | Cessioni         | Cessioni      | Cessioni   |
| R.       | Nome             | a             | Modalità   |
| -------- | ---------------- | ------------- | ---------- |
| D        | Erik Pedersen    | Pors Grenland | definitivo |
| A        | Erik Bo Andersen |               | svincolato |

### Sessione estiva(dal 01/08 al 31/08)
| Acquisti | Acquisti           | Acquisti       | Acquisti |
| R.       | Nome               | da             | Modalità |
| -------- | ------------------ | -------------- | -------- |
| A        | Michele Di Piedi   | Sheffield Weds | prestito |
| A        | Sveinung Fjeldstad | Lillestrøm     | prestito |

| Cessioni | Cessioni              | Cessioni      | Cessioni   |
| R.       | Nome                  | a             | Modalità   |
| -------- | --------------------- | ------------- | ---------- |
| D        | Espen Ruud            | Pors Grenland | prestito   |
| A        | Kristian Bye-Andersen | Pors Grenland | definitivo |
| A        | Kim Larsen            | Raufoss       | prestito   |

## Risultati

### Girone di andata
| Arbitro: | Pedersen (Jeløy) |

|  |           |          |
|  | Marcatori | 62’ Hoff |

| Arbitro: | Olsen (Kristiansand) |

|          |           |             |
| Røed 79’ | Marcatori | 40’ Strande |

| Arbitro: | Sandmoen (Kjelsås) |

|  |           |           |
|  | Marcatori | 89’ Deila |

| Arbitro: | Hauge (Bergen) |

|                           |           |  |
| Flindt-Bjerg 17’ Wiig 64’ | Marcatori |  |

| Arbitro: | Staberg (Harstad) |

|                    |           |  |
| Grahn 52’ Hovi 76’ | Marcatori |  |

| Arbitro: | Skjerven (Kaupanger) |

|                          |           |                                  |
| van Ankeren 53’ Hoff 76’ | Marcatori | 5’ Sæternes 9’ R. Berg 17’ Olsen |

| Arbitro: | Pedersen (Jeløy) |

|                 |           |  |
| Guðmundsson 66’ | Marcatori |  |

| Arbitro: | Berntsen (Vang) |

|                                        |           |                       |
| Hoff 15’ van Ankeren 74’, 79’ Wiig 90’ | Marcatori | 76’ Russell 83’ Sørum |

| Arbitro: | Alseth (Stjørdal) |

|              |           |                                      |
| Valencia 60’ | Marcatori | 4’ Larsen 6’ (rig.) Deila 78’ Fevang |

| Arbitro: | Staberg (Harstad) |

|                                             |           |             |
| Deila 37’ (rig.) Fevang 63’ van Ankeren 86’ | Marcatori | 90’ Lemsalu |

| Arbitro: | Krokdal |

|                           |           |  |
| Wiig 21’ Flindt-Bjerg 75’ | Marcatori |  |

| Arbitro: | Kvam (Trondheim) |

|                                  |           |  |
| Sundgot 12’, 27’ Guðmundsson 16’ | Marcatori |  |

| Arbitro: | Skjerven (Kaupanger) |

|                                            |           |              |
| van Ankeren 33’ Deila 66’ Flindt-Bjerg 75’ | Marcatori | 86’ Bjarmann |

### Girone di ritorno
| Arbitro: | Olsen (Kristiansand) |

|          |           |                               |
| Wiig 70’ | Marcatori | 11’, 42’ Brattbakk 44’ Strand |

| Molde 20 luglio 2002, ore 16:00 15ª giornata | Molde            | 0 – 0 referto | Odd Grenland | Molde Stadion (8.137 spett.)\| Arbitro: \| Kvam (Trondheim) \| |
| Arbitro:                                     | Kvam (Trondheim) |               |              |                                                                |

| Arbitro: | Øvrebø (Oslo) |

|                     |           |  |
| Deila 3’ Larsen 83’ | Marcatori |  |

| Arbitro: | Berntsen (Vang) |

|                           |           |  |
| Knutsen 4’ Leonardsen 80’ | Marcatori |  |

| Arbitro: | Hauge (Bergen) |

|          |           |                                      |
| Wiig 41’ | Marcatori | 21’ Grahn 31’ Hanssen 73’ dos Santos |

| Arbitro: | Gravdal |

|            |           |                          |
| Hansen 42’ | Marcatori | 19’, 21’ Hoff 88’ Larsen |

| Arbitro: | Olsen (Kristiansand) |

|          |           |                 |
| Hoff 65’ | Marcatori | 90’ Guðmundsson |

| Arbitro: | Hauge (Bergen) |

|         |           |  |
| Flo 10’ | Marcatori |  |

| Arbitro: | Skjerven (Kaupanger) |

|                                 |           |  |
| B. Johnsen 77’ Flindt-Bjerg 83’ | Marcatori |  |

| Bryne 29 settembre 2002, ore 16:00 23ª giornata | Bryne             | 0 – 0 referto | Odd Grenland | Bryne Stadion (2.915 spett.)\| Arbitro: \| Alseth (Stjørdal) \| |
| Arbitro:                                        | Alseth (Stjørdal) |               |              |                                                                 |

| Arbitro: | Alapnes |

|  |           |                                     |
|  | Marcatori | 29’ Aas 52’ Fevang 88’ Flindt-Bjerg |

| Arbitro: | Kvam (Trondheim) |

|          |           |            |
| Wiig 14’ | Marcatori | 77’ Løvvik |

| Arbitro: | Hauge (Bergen) |

|                                   |           |  |
| Sundgot 29’ Rösler 65’ Powell 71’ | Marcatori |  |

### Coppa di Norvegia
| Åssiden 29 maggio 2002, ore 19:00 Primo turno                                                               | Åssiden   | 0 – 9 referto                                                             | Odd Grenland | Åssiden Stadion (676 spett.) |
| \| \| \| \| \| \| Marcatori \| 6’, 50’, 55’, 86’ Larsen 20’ Nornes 79’, 83’, 88’ Flindt-Bjerg 81’ Fevang \| |           |                                                                           |              |                              |
| |           |                                                                           |              |                              |
| | Marcatori | 6’, 50’, 55’, 86’ Larsen 20’ Nornes 79’, 83’, 88’ Flindt-Bjerg 81’ Fevang |              |                              |

| Arbitro: | Haaversen |

|               |           |                                        |
| Landsverk 82’ | Marcatori | 8’, 73’ Hoff 45’ Flindt-Bjerg 88’ Wiig |

| Arbitro: | Sjetne |

|                           |           |  |
| Flindt-Bjerg 55’ Wiig 85’ | Marcatori |  |

| Arbitro: | Ditlefsen |

|                                                |           |             |
| Deila 23’ (rig.) Wiig 45’ Fevang 59’ Solli 89’ | Marcatori | 12’ Knutsen |

| Arbitro: | Alseth (Stjørdal) |

|                                           |           |                          |
| Hoff 10’, 59’ Flindt-Bjerg 63’ Larsen 87’ | Marcatori | 42’, 73’ Flo 90’ Evensen |

| Arbitro: | Pedersen (Jeløy) |

|  |           |                    |
|  | Marcatori | 9’ Wiig 76’ Nornes |

| Arbitro: | Skjerven (Kaupanger) |

|  |           |             |
|  | Marcatori | 5’ Levernes |

## Statistiche

### Statistiche di squadra
| Competizione      | Punti | In casa | In casa | In casa | In casa | In casa | In casa | In trasferta | In trasferta | In trasferta | In trasferta | In trasferta | In trasferta | Totale | Totale | Totale | Totale | Totale | Totale | DR  |
| Competizione      | Punti | G       | V       | N       | P       | Gf      | Gs      | G            | V            | N            | P            | Gf           | Gs           | G      | V      | N      | P      | Gf     | Gs     | DR  |
| ----------------- | ----- | ------- | ------- | ------- | ------- | ------- | ------- | ------------ | ------------ | ------------ | ------------ | ------------ | ------------ | ------ | ------ | ------ | ------ | ------ | ------ | --- |
| Eliteserien       | 41    | 13      | 7       | 3       | 3       | 25      | 16      | 13           | 5            | 2            | 6            | 11           | 14           | 26     | 12     | 5      | 9      | 36     | 30     | +6  |
| Coppa di Norvegia | -     | 4       | 3       | 0       | 1       | 10      | 5       | 3            | 3            | 0            | 0            | 15           | 1            | 7      | 6      | 0      | 1      | 25     | 6      | +19 |
| Totale            | -     | 17      | 10      | 3       | 4       | 35      | 21      | 16           | 8            | 2            | 6            | 26           | 15           | 33     | 18     | 5      | 10     | 61     | 36     | +25 |

### Statistiche dei giocatori
| Giocatore       | Eliteserien | Eliteserien | Eliteserien | Eliteserien | Coppa di Norvegia | Coppa di Norvegia | Coppa di Norvegia | Coppa di Norvegia | Totale   | Totale | Totale      | Totale     |
| Giocatore       | Presenze    | Reti        | Ammonizioni | Espulsioni  | Presenze          | Reti              | Ammonizioni       | Espulsioni        | Presenze | Reti   | Ammonizioni | Espulsioni |
| --------------- | ----------- | ----------- | ----------- | ----------- | ----------------- | ----------------- | ----------------- | ----------------- | -------- | ------ | ----------- | ---------- |
| A. Aas          | 24          | 1           | 5           | 0           | 6                 | 0                 | 2                 | 0                 | 30       | 1      | 7           | 0          |
| J. Amundsen     | 4           | 0           | 0           | 0           | 1                 | 0                 | 0                 | 0                 | 5        | 0      | 0           | 0          |
| B. Bomhoff      | 16          | 0           | 4           | 0           | 6                 | 0                 | 1                 | 0                 | 22       | 0      | 5           | 0          |
| K. Bye-Andersen | 1           | 0           | 0           | 0           | 0                 | 0                 | 0                 | 0                 | 1        | 0      | 0           | 0          |
| S. Dahlen       | 1           | 0           | 0           | 0           | 0                 | 0                 | 0                 | 0                 | 1        | 0      | 0           | 0          |
| T. Dale         | 1           | 0           | 0           | 0           | 1                 | 0                 | 0                 | 0                 | 2        | 0      | 0           | 0          |
| R. Deila        | 24          | 5           | 2           | 1           | 7                 | 1                 | 1                 | 0                 | 31       | 6      | 3           | 1          |
| M. Di Piedi     | 4           | 0           | 0           | 0           | 1                 | 0                 | 0                 | 0                 | 5        | 0      | 0           | 0          |
| M. Fevang       | 24          | 3           | 5           | 0           | 7                 | 2                 | 1                 | 0                 | 31       | 5      | 6           | 0          |
| S. Fjeldstad    | 2           | 0           | 0           | 0           | 1                 | 0                 | 0                 | 0                 | 3        | 0      | 0           | 0          |
| C. Flindt-Bjerg | 24          | 5           | 4           | 0           | 7                 | 6                 | 1                 | 0                 | 31       | 11     | 5           | 0          |
| E. Hoff         | 25          | 6           | 0           | 0           | 7                 | 4                 | 1                 | 0                 | 32       | 10     | 1           | 0          |
| E. Holtan       | 25          | 0           | 2           | 0           | 7                 | 0                 | 0                 | 0                 | 32       | 0      | 2           | 0          |
| R. Jarstein     | 2           | 0           | 0           | 0           | 2                 | 0                 | 0                 | 0                 | 4        | 0      | 0           | 0          |
| B. Johnsen      | 25          | 1           | 3           | 0           | 5                 | 0                 | 0                 | 0                 | 30       | 1      | 3           | 0          |
| T. Johnsen      | 0           | 0           | 0           | 0           | 0                 | 0                 | 0                 | 0                 | 0        | 0      | 0           | 0          |
| K. Larsen       | 17          | 3           | 1           | 0           | 5                 | 5                 | 0                 | 0                 | 22       | 8      | 1           | 0          |
| L. Lien         | 1           | 0           | 0           | 0           | 1                 | 0                 | 0                 | 0                 | 2        | 0      | 0           | 0          |
| S. Mahlio       | 4           | 0           | 0           | 0           | 1                 | 0                 | 0                 | 0                 | 5        | 0      | 0           | 0          |
| J. Nornes       | 25          | 0           | 4           | 0           | 7                 | 2                 | 1                 | 0                 | 32       | 2      | 5           | 0          |
| A. Rambekk      | 20          | 0           | 2           | 0           | 6                 | 0                 | 0                 | 0                 | 26       | 0      | 2           | 0          |
| T. Røed         | 8           | 1           | 1           | 0           | 1                 | 0                 | 0                 | 0                 | 9        | 1      | 1           | 0          |
| A. Sistek       | 5           | 0           | 0           | 0           | 3                 | 0                 | 0                 | 0                 | 8        | 0      | 0           | 0          |
| J. Solli        | 25          | 0           | 1           | 0           | 6                 | 1                 | 0                 | 0                 | 31       | 1      | 1           | 0          |
| E. van Ankeren  | 18          | 5           | 2           | 0           | 4                 | 0                 | 1                 | 0                 | 22       | 5      | 3           | 0          |
| M. Wiig         | 25          | 6           | 1           | 0           | 6                 | 4                 | 0                 | 0                 | 31       | 10     | 1           | 0          |